# Natroliet
Het mineraal natroliet is een natrium-aluminium-tectosilicaat, een verbinding van een tectosilicaten met natrium en aluminium met de molecuulformule Na2Al2Si3O10·2(H2O). Het is gehydrateerd en het is een veel voorkomende zeoliet. Alle zeolieten zijn een tectosilicaat. De naam komt van het Griekse natron, dat soda betekent en van lithos, dat steen betekent. Het heeft geen duidelijke kleur of is geel- of roodwit of rood,  heeft een glas- tot zijdeglans en een witte streepkleur. Het heeft een orthorombisch kristalstelsel en de splijting is perfect volgens kristalvlak [110] en imperfect volgens [010]. De massadichtheid is 2,25 kg/l, de hardheid is 5,5 tot 6 en het mineraal is niet radioactief. Natroliet is een van de meest voorkomende zeolieten die in amygdaloidale spleten wordt gevormd in stollingsgesteenten, zoals in basaltengesteenten. De typelocatie is Bohemen in Tsjechië.